# Amboy (Kalifornia)
Amboy (Kalifornia) – osada (census-designated place) w stanie Kalifornia, w hrabstwie San Bernardino. Liczba mieszkańców 4 (2000). Jest położona na pustyni Mojave na zachód od Needles i na wschód od Ludlow przy drodze nr 66 (Route 66).
Amboy zostało założone w 1883 roku. Dynamicznie rozwijało się od 1926 roku, kiedy stało jednym z ważniejszych punktów postojowych na drodze nr 66. Po otwarciu autostrady międzystanowej nr 40 w 1973 roku straciło na znaczeniu. W miejscowości znajduje się jeden z symboli drogi nr 66, zbudowany w 1938 roku Roy's Motel and Cafe.

## Galeria

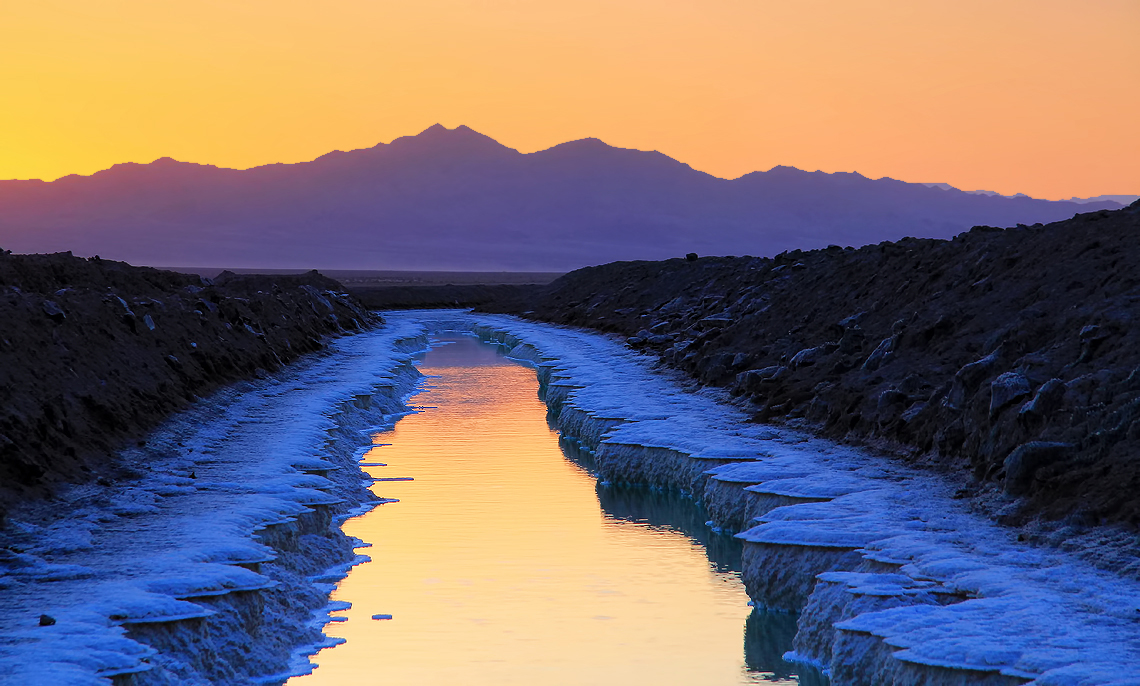
Słone stawy w Amboy
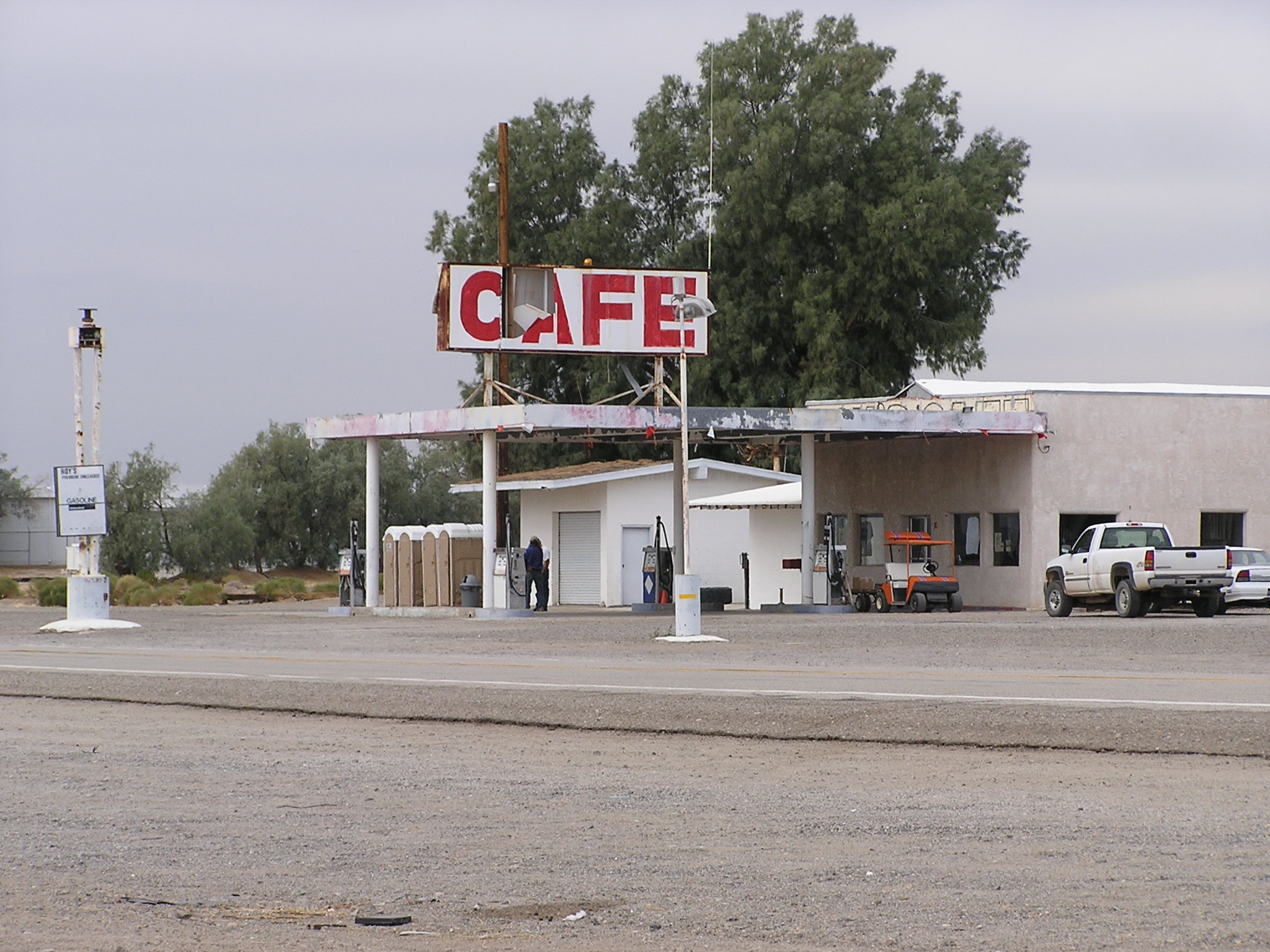
Stacja benzynowa przed renowacją
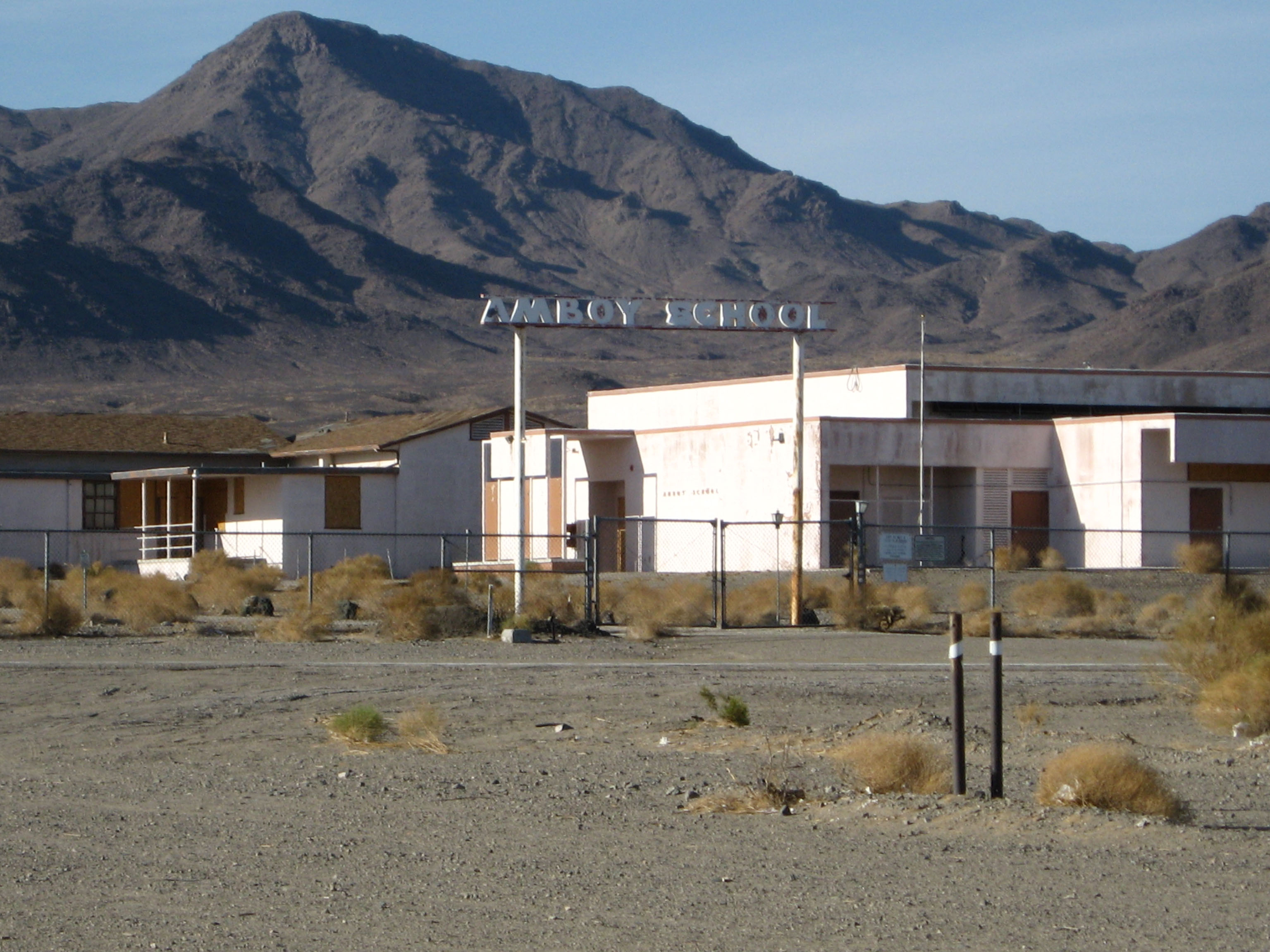
Szkoła w Amboy
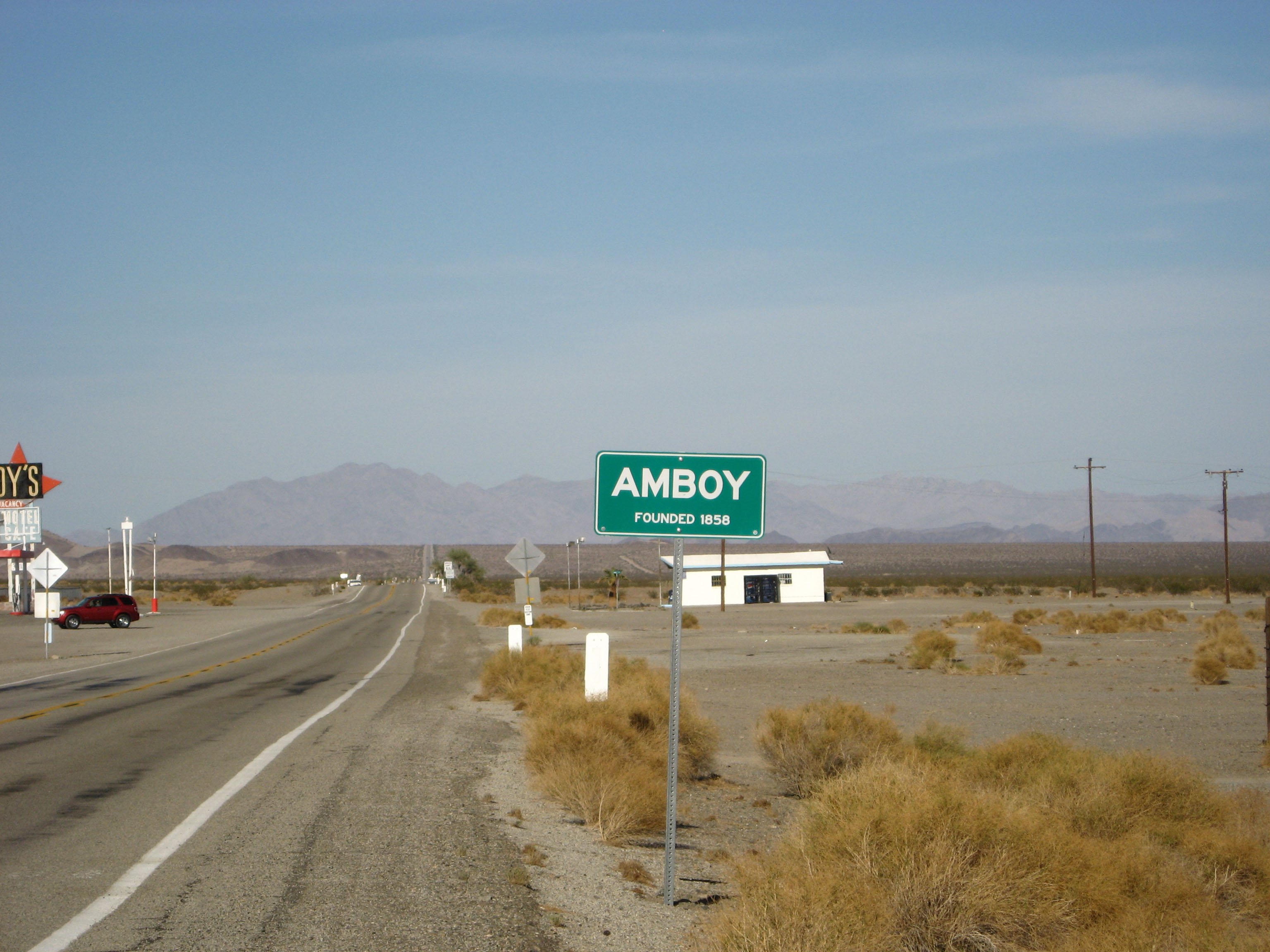
Wjazd do Amboy od zachodniej strony Drogi nr 66